# Leltározás
A leltározás széles körű ismerete hozzásegít ahhoz, hogy megfelelő szakmaisággal választhassuk ki a mennyiségi felvétel eljárásrendjét. A módszertanok közötti választásnak alapvetően két fő mérlegelési tényezője van, ez pedig a leltározási módszertan által biztosított pontosság, a másik a lebonyolításhoz kapcsolódó költség. A gazdaságossági tényezőktől függetlenül minden mennyiségi felvételnek a 100%-os, folyamat szinten garantált, valós készletmennyiség pontos számbavétele kell, hogy a célja legyen. A módszertan kiválasztásának egy fontos szempontja a racionális pontosság-költség tényezők érzékeny egyensúlya mellett, az aktuális törvénykezésnek való mindenkori megfelelés.

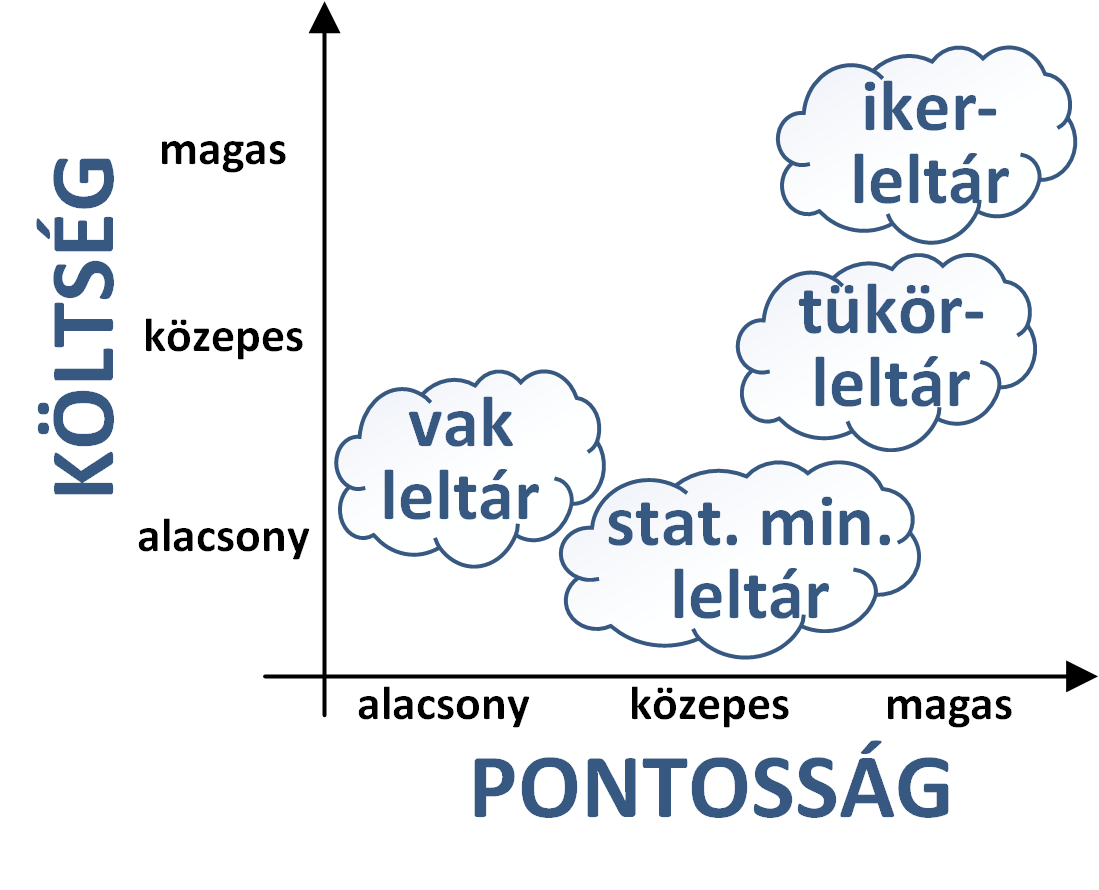
Leltári módszertanok a pontosság és a költségek függvényében

## Vak leltár
Vak leltár esetén a számolási tevékenység teljes körű egyeztetés nélkül fejeződik be. Az ellenőrzés csak mintavétellel  történik.
A vak leltár mind a pontosság, mind a költségek tekintetében az alacsony színvonalat képviseli. Így ennek alkalmazása alacsony értéksűrűségű, tömegtermékek esetén ajánlatos.

## Ikerleltár
Ikerleltár végzésekor egymástól függetlenül két különböző leltározó ugyanazt a terméket egyszer-egyszer megszámolja. A számolási eredmények összevetését követően a különbözőségeket még egyszer - egy harmadik - leltározó megszámolja. Ha a harmadszorra számolt mennyiség az első kettő valamelyikével megegyezik, akkor az elfogadható végleges eredménynek, ha nincs egyezés, akkor egy negyedik ember is megszámolja, szuperellenőrzi, és az ő számolási eredménye tekinthető véglegesnek.
Az ikerleltár alkalmazása akkor célszerű, amikor nincs folyamatos elektronikus készletnyilvántartás, vagy annak működtetése meglehetősen laza keretek között történik. Az ikerleltár erőforrás igénye a többi módszertanhoz képest nagyobb mértékben függ a számolók pontosságától, monotonitástűrő képességétől. Ezen leltártípus költségterhe legalább közepes értéksűrűségű termékek esetén javaslatos.

## Tükörleltár
A vállalatirányítási rendszer elméleti készletértékeivel kell összevetni a számolt értékeket (lokáció, vagy termék alapon), és ezután a különbözőségeket újra számolni.
A tükörleltár közepes költség mellett magas pontosságot biztosít, így alkalmazási területét tekintve elsősorban raktárakban célszerű, de kiskereskedelemben is erősen ajánlott. A kiskereskedelemben a hatékony lebonyolítás szakszerű előkészítést igényel a leltári szempontból könnyen kezelhető tárhely szintű készletinformációk hiánya miatt.

## Statisztikai mintavételes leltár
Matematikai-statisztikai alapon választott cikkszám/lokáció kerül kiválasztásra, majd mennyiségi felvételre. A kiválasztott számolt eredményeket össze kell vetni az elméleti készletértékkel, és amennyiben a különbözőségek mértéke nem sérti a készlet teljességére vetített eltérés előzetesen várt mértékét, akkor a leltár befejezhető.
A statisztikai mintavételes leltárhoz elengedhetetlen a pontos elektronikus készletnyilvántartás, következésképpen a könyv szerinti érték és az aktuális érték maximum 2%-ban térhet el. Jellemzően raktárakban használható ez a módszertan, ahol a készletmennyiség igen magas (minimum 1000 db-os szortiment, termékféleség), és fennáll a Pareto-elv, azaz, hogy ebben az esetben a szortiment 20%-a képviselje a készletérték 80%-át. Előnye, hogy alacsony költség mellett számos esetben elfogadható pontosságot nyújt.